# The Busy Body
Pour plus de détails, voir Fiche technique et Distribution.
The Busy Body est un film américain réalisé par William Castle, sorti en 1967.

## Synopsis
George Norton est un imbécile de bas niveau qui travaille pour le chef du crime de Chicago, Charley Barker. Garçon à maman et bien éduqué, il s'entend pourtant très bien avec Barker, qui lui donne une promotion, jusqu'à un incident qui lui coûte un million de dollars.
Plus tard, George est indirectement responsable de la mort d'Archie, un passeur de la mafia, qui est tué lors d'un accident de barbecue. Après les funérailles, Barker ordonne à George de déterrer le corps d'Archie parce que cinq millions de dollars ont été fourrés à l'intérieur de la doublure d'un costume bleu que George avait maladroitement choisi pour la cérémonie de l'enterrement.
George se rend donc au cimetière et ouvre le cercueil du défunt pour le trouver d'abord vide, puis occupé par un autre cadavre. Il entreprend alors par tous les moyens de récupérer au plus vite le corps d'Archie avec son costume où se trouve l'argent avant que Barker ne se fâche suffisamment pour organiser ses propres funérailles et qu'il ne rejoigne tous ces cadavres en costumes.

## Fiche technique
- Titre : The Busy Body
- Réalisation : William Castle
- Scénario : Ben Starr d'après le roman éponyme de Donald E. Westlake
- Photographie : Harold E. Stine (de)
- Musique : Vic Mizzy
- Pays d'origine : États-Unis
- Genre : comédie
- Date de sortie : 1967

## Distribution
- Sid Caesar : George Norton
- Robert Ryan : Charley Barker
- Anne Baxter : Margo Foster Kane
- Kay Medford : Ma Norton
- Jan Murray : Murray Foster
- Richard Pryor : Whittaker
- Arlene Golonka : Bobbi Brody
- Charles McGraw : Fred Harwell
- Ben Blue : Felix Rose
- Dom DeLuise : Kurt Brock
- Bill Dana : Archie Brody
- Paul Wexler : Mr. Merriwether
- Larry Gelman : Board Member